# Wilfredo Pedraza
Jerónimo Wilfredo Pedraza Sierra (Andahuaylas, 30 de septiembre de 1960) es un abogado y político peruano. Fue ministro del Interior durante el gobierno de Ollanta Humala, desde julio del 2012 hasta noviembre del 2013, y presidente del Instituto Nacional Penitenciario del Perú desde el año 2004 hasta el año 2006.

## Biografía
Wilfredo Pedraza nació en la ciudad de Andahuaylas, ubicado en el departamento de Apurímac, el 30 de septiembre de 1960.
A los 3 años de edad, sus padres lo llevaron a la ciudad de Abancay, donde realizó sus estudios primarios en la I.E. Armando Bonifaz y los secundarios en el Colegio Miguel Grau. Luego se trasladó a la ciudad de Lima y estudió la carrera de Derecho en la Universidad de San Martín de Porres, donde se tituló como abogado en el año 1991.

## Trayectoria
Es abogado especializado en Derecho Penal, Penitenciario y Derechos Humanos. Ha sido consultor, conferencista y asesor de instituciones públicas y privadas en materias de seguridad. También ha ejercido como profesor de Derecho Penal en varias universidades en la ciudad de Lima.
Wilfredo Pedraza fue dos veces presidente del Instituto Nacional Penitenciario del Perú (INPE) y laboró como coordinador en la Unidad de Investigaciones Especiales de la Comisión de la Verdad y Reconciliación. Ha sido también director del Programa de Asuntos Penales y Penitenciarios de la Defensoría del Pueblo.
Desde el año 2016, se desempeña con su propio estudio de abogados ubicado en el distrito de Miraflores. Ejerció la defensa de la ex primera dama Nadine Heredia en el Caso Odebrecht.

### Ministro del Interior
El 23 de julio del 2012, ante la renuncia del gabinete ministerial encabezado por Óscar Valdés, el presidente Ollanta Humala juramentó un nuevo consejo de ministros encabezado por el abogado Juan Jiménez Mayor. Ese mismo día, el presidente Humala nombró y juramentó a Wilfredo Pedraza como su nuevo ministro del Interior en reemplazo del militar Wilver Calle Girón.
Consultada su opinión con respecto al reclamo de la población por la creciente ola de delincuencia y violencia que azota la capital, Pedraza dijo que la inseguridad era solo una cuestión de “sensación”, expresión que le fue ásperamente criticada, aunque meses después se retractó y reconoció que la inseguridad no era solo una percepción sino “un problema real”.
El 15 de noviembre de 2013, los congresistas de oposición presentaron una moción de censura contra Wilfredo Pedraza tras el escándalo que comprometía a la Policía Nacional del Perú con el cuestionado resguardo policial brindado a la casa de Óscar López Meneses, ex-operador político de Vladimiro Montesinos en el gobierno de Alberto Fujimori. Luego, Pedraza decidió renunciar al cargo inmediatamente, sin esperar a la votación de la censura. En su carta de renuncia hizo un recuento de su gestión, destacando la ampliación y equipamiento de las comisarías, así como la modernización de la Dirección de Criminalística de la Policía Nacional del Perú.
Posteriormente el 19 de noviembre del mismo año, Wilfredo Pedraza fue reemplazado en el cargo por el abogado Walter Albán.

### Elecciones del 2021
En septiembre del año 2020, Wilfredo Pedraza se afilió al Partido Nacionalista Peruano y luego se apuntó como candidato al Congreso de la República como cabecera de la lista electoral por Lima Metropolitana para las elecciones del año 2021. Sin embargo, obtuvo solamente el 0.796% de votos.